# Философия на историята
Терминът философия на историята се отнася до теоретичните аспекти на историята в две направления, които обичайно се разграничават като критическа философия на историята и спекулативна философия на историята. Критическата философия на историята е „теоретичният“ аспект на дисциплината академична история и се занимава с въпроси като природата на историческото доказателство, степента до която обективността е възможна и прочее. Спекулативната философия на историята е област на философията, която се занимава със значението на човешката история, прави спекулации за теологическия край на нейното развитие – задава въпроси за нейния замисъл, цел, определящ принцип и финалност на процеса на човешката история. Част от марксизма, например, е спекулативна философия на историята. Макар че има застъпване в някаква степен на двата аспекта, те обикновено се разграничават като модерните професионални историци са по-скоро скептични по отношение на спекулативната философия на историята.
Понякога критическата философия на историята се подвключва в историографията. Философия на историята все пак не трябва да се бърка с история на философията, която изучава развитието на философските идеи през времето.
Спекулативната философия на историята задава поне следните три основни въпроса:
- Каква е характерната единица на изучаването на човешкото минало? Дали това е индивидуалният субект? Дали полиса („града“) или суверенната територия? Дали цивилизацията или културата? Или човешкият вид като цяло?
- Има ли някакви по-широки модели, които можем да обобщим от изучаването на миналото? Има ли, например, модели за прогреса? Или цикли? Историята детерминирана ли е? И ако няма модели или цикли дали историята е „случайна“? Във връзка с това се изучава индивидуалното влияние върху историята, функционирането в или опозиционирането на, както и големите тенденции и модели.
- Ако историята може наистина да бъде определена като прогрес има ли той крайна посока или цел? Каква (ако има такава) е движещата сила на този прогрес?

## Произход
В Поетика, Аристотел заявява че поезията превъзхожда историята, защото се отнася за това, което трябва да бъде истина, а не за това, което е истина.
Херодот нарушава Омировата традиция на предаване на наратива от поколение на поколение в своя труд, История (Херодот). Херодот е смятан от някои за първия систематичен историк, а по-късно, Плутарх създава речи и ги приписва на исторически фигури с цел да обогати морално читателите си. По това време историята служи за предаването на добри примери. Тази идея се отразява върху начина по които историците пишат история. Събитията от миналото съдържат също така и примери за това как не бива да се постъпва, но класическите историци избират или да не запишат или да реинтерпретират подобни примери за да ги впишат в идеите си за целта на историята.
От класическия период до ренесанса, историците често редуват фокуса си върху събития, целящи да подобрят човечеството и отдаденост на историческите факти. Историята се състои предимно от агиографии на монарси или епична поезия, описваща героични актове.
До 18 век, историците се обръщат към по-позитивистки прочит-фокусирайки се върху фактите доколкото е възможно. Въпреки това фокусът е върху тези събития, които могат да се интерпретират като поучителни и спомагащи за развитието на човечеството. През Викторианската епоха, историците спорят по-малко за това дали историята трябва да служи за подобряване на читателя и повече за това какво предизвиква различните исторически събития.